# SKN St. Pölten
El Sportklub Niederösterreich Sankt Pölten (en español: Club Deportivo Baja Austria de Saint Pölten), conocido simplemente como SKN St. Pölten, es un equipo de fútbol de Austria, situado en la localidad de Sankt Pölten, en el estado de Niederösterreich. Juega en la 2. Liga, la segunda liga de fútbol más importante del país. Además cuenta con una sección de basketball. Tiene un acuerdo de filialidad con el VfL Wolfsburgo.

## Uniforme
- Uniforme titular: Camiseta amarilla, pantalón azul y medias amarillas.
- Uniforme alternativo: Camiseta roja con franjas verticales blancas, pantalón blanco y medias rojas.

## Jugadores

### Plantilla 2023-24
Actualizado el 19 de marzo de 2024

## Entrenadores
| - Anton Malatinsky (1984-1985) - Walter Durstmüller (1986) - Wilhelm Kaipel (1986-1987) - Josef Schulz (1987) - Anton Pichler (1987) - Peter Persidis (1987) - Thomas Parits (1988-1990) - Ernst Dokupil (1990) - Hubert Baumgartner (1990-1993) - Anton Pichler (1993-1994) - Wilhelm Kaipel (1994) - Wilhelm Kreuz (1995) - Anton Staudinger (1995) - Hubert Baumgartner (1995-1996) | - Kálmán Menyhárt (1996-1997) - Siegfried Aigner (1997) - Walter Skocik (1997-1998) - Kurt Garger (1998-1999) - Bohdan Masztaler (1999) - Karl Daxbacher (2000-2002) - Horst Kirasitsch (2002-2003) - Frenkie Schinkels (2003-2004) - Günther Wessely (2005-2006) - Markus Kernal (2006) - Peter Benes (2006) - Walter Hörmann (2006-2007) - Martin Scherb (2007-2013) - Thomas Nentwich (2013) | - Gerald Baumgartner (2013-2014) - Herbert Gager (2014) - Michael Steiner (2014-2015) - Jochel Fallmann (2015) - Karl Daxbacher (2015-2106) - Jochel Fallmann (2016-2017) - Marcel Ketelaer (2018) - Ranko Popović (2018-2019) - Alexander Schmidt (2019-2020) - Robert Ibertsberger (2020-2021) - Georg Zellhofer (2021) - Gerald Baumgartner (2021) - Stephan Helm (2021- |

## Palmarés
- Primera Liga de Austria: 1

2015/16
• FA Cup: 1
2023
•Comunity Shield
2024

## Participación en competiciones de la UEFA
| Temporada | Torneo             | Ronda            | Club          | Casa | Visita | Global |
| --------- | ------------------ | ---------------- | ------------- | ---- | ------ | ------ |
| 2014–15   | UEFA Europa League | Clasificatoria 2 | Botev Plovdiv | 2–0  | 1–2    | 3–2    |
| 2014–15   | UEFA Europa League | Clasificatoria 3 | PSV           | 2–3  | 0–1    | 2–4    |